# Honjō Shigenaga
Honjō Shigenaga est un nom japonais traditionnel ; le nom de famille (ou le nom d'école), Honjō, précède donc le prénom (ou le nom d'artiste).
Honjō Shigenaga (本庄 繁長, 12 janvier 1540-29 janvier 1614) est un samouraï de la fin de l'époque Azuchi Momoyama et du début de l'époque d'Edo au service du clan Uesugi. Son titre de cour est Echizen no kami.
Shigenaga prend part à la bataille de Kawanakajima. Il fait partie des vingt-huit généraux des Uesugi.

## Source de la traduction
- (en) Cet article est partiellement ou en totalité issu de l’article de Wikipédia en anglais intitulé « Honjō Shigenaga » (voir la liste des auteurs).